# Neológ zsinagóga (Kolozsvár)

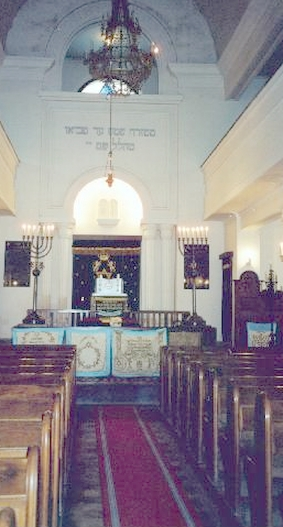
A zsinagóga belseje

A kolozsvári neológ zsinagóga jelenleg az egyetlen működő zsinagóga a városban, egyúttal a haláltáborokban elpusztult észak-erdélyi zsidóság emléktemploma. A volt Nagy (később Ferenc József, Horthy Miklós, jelenleg Horea) utcában, a Kistemető (Kuun Géza, Crișan) utca sarkához közel található. 

## Története
A főleg értelmiségiekből és nagypolgárokból álló, úgynevezett kongresszusi vagy neológ hitközség 1881-ben vált ki az anyahitközségből. A hitközség vezetője előbb a nagyváradi Kunstadt Izsák volt, aki havonta egyszer látogatott el Kolozsvárra, őt rövid ideig dr. Kohut Sándor követte, majd a neves tudós Eisler Mátyás, a sémi nyelvek magántanára a kolozsvári egyetemen lett a főrabbi. 
Először a Trencsin téren igényeltek telket a városi tanácstól az építkezés céljára, akkor még status quo ante hitközség néven, a kérelem átfutási ideje alatt azonban a megnevezés haladó izraelita hitközség-re változott. Végül a mór stílusú zsinagógát Hegner Izidor vasúti mérnök tervei alapján a Horváth-testvérek és Reményik Károly cége építette 1886-1887-ben. Az épületet 1912-ben felújították. 1927. december 7-én antiszemita diákok dúlták fel: a padokat összetörték, és a Tóra-tekercseket az utcán elégették. 1944. június 2-án a várost ért légitámadás során a templom is bombatalálatot kapott. 1947-ben nyílt meg újra; az újjáépítés Lengyel Sámuel tervein alapult.
2018-ban a hitközség nagyszabású felújításba kezdett. A zsinagóga karzatán múzeumot alakítanak ki; a szomszédos épületben zsidó kulturális központot hoznak létre, valamint egy új épületet emelnek rituális étterem és vendégszobák céljára.

## Leírása
A mór stílusú templom homlokzatán, a két torony között a Tízparancsolatból olvasható tíz sor.